# Gran Esfinx de Tanis

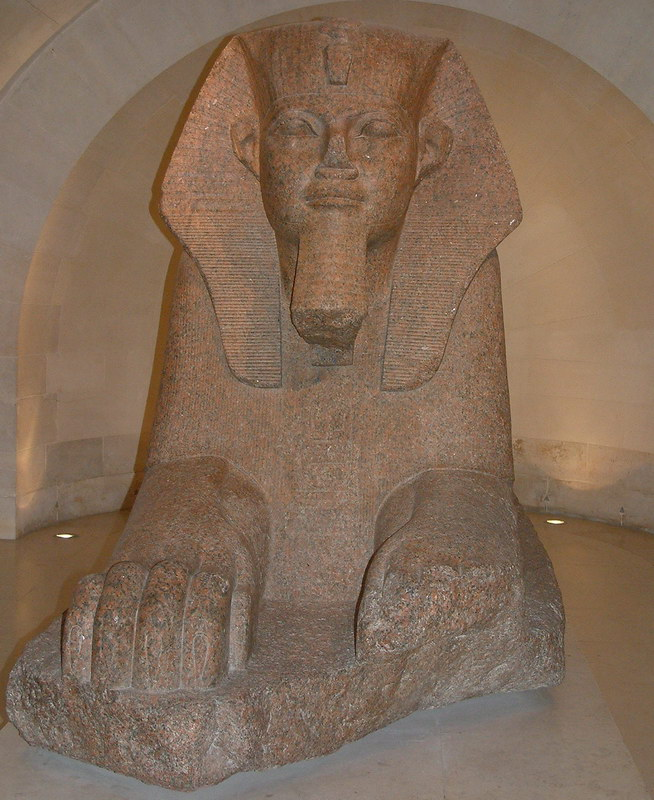
Gran Esfinx de Tanis al Museu del Louvre

Amon, identificable per la lligadura de dues plomes segmentades

La Gran Esfinx de Tanis és una escultura en forma d'esfinx egípcia tallada l'any 2600 ae, durant l'Imperi antic d'Egipte.

## Troballa i història
L'escultura fou descoberta l'any 1825, entre les ruïnes del Temple d'Amon, («L'ocult», símbol del poder creador i «Pare de tots els vents» en la mitologia egípcia), a la localitat de Tanis, que era la capital d'Egipte durant les dinasties xxi i xxiii.
Les inscripcions originals estaven esborrades, i solament se'n poden llegir les inscripcions al·lusives als faraons
Amenemhet II (dinastia xii), Merenptah ([[Dinastia XIX d'Egipte|dinastia {{xix]]) i Sheshonq I (dinastia xxii).
- L'estàtua s'exhibeix de manera permanent al Museu del Louvre de París, que l'adquirí l'any 1826.[1]

## Característiques
- Estil: art egipci.
- Material: granit.
- Alçada: 1,83 m.
- Longitud: 4,80 m.
- Diàmetre: 1,54 m.